# Supriyati Sutono
Supriyati Sutono (également connue sous le nom de Supriati Sutono, née le 24 juin 1972) est une ancienne athlète indonésienne spécialiste de la course de fond. Elle établit plusieurs records nationaux indonésiens et reste la détentrice du record du 3000 mètres (les autres étant battus par Triyaningsih). Elle représente aussi son pays aux Jeux olympiques d’été de 2004. 
Elle devient la première médaillée d'or en athlétisme indonésienne aux Jeux asiatiques de 1998, remportant le 5 000 m, et est la première vainqueur de son pays à remporter les championnats d’athlétisme asiatiques en 2000, remportant le 10 000 m. Elle a également du succès aux Jeux de l’Asie du Sud-Est, remportant trois médailles individuelles en 1997, un total de huit médailles d’or et quatre victoires consécutives sur le 5 000 m de 1997 à 2003. 

## Carrière
Née dans le Kabupaten de Cilacap, Sutono atteint le niveau international lors des Jeux d'Asie du Sud-Est de 1997 tenu à Jakarta, quand elle remporte trois médailles d'or sur les 1500 mètres, 5000 mètres et 10 000 mètres. Elle remporte chaque épreuve avec un temps record. Son 1 500 m réalisé en 4 min 21 s 50 est son record personnel. Le 5 000 m fait entre au programme des Jeux asiatiques de 1998, remplaçant le 3 000 m, et Sutono gagne la course inaugurale avec un temps de 15 min 54 s 45. Elle gagne face à un groupe de haut niveau, notamment Michiko Shimizu (en), troisième au classement, et la double médaillée asiatique, Sunita Rani (en). Ce succès fait d'elle la première médaillée d'or de l'Indonésie dans cette compétition et le deuxième vainqueur indonésien après Mohammed Sarengat en 1962. Elle termine aussi 5e du 10 000 m. Elle établit ses meilleures performances personnelles sur les deux distances avec les temps respectifs de 15 min 54 s 45 et 32 min 52 s 45,. 
Sutono conserve deux de ses trois titres aux Jeux de l’Asie du Sud-Est de 1999 sur le 1 500 m et 5 000 m événements, mais perd son titre sur le 10 000 m au profit de la Malaisienne Yuan Yufang (en). Elle s’impose comme l’une des meilleures coureuses de fond du continent aux Championnats d’Asie 2000. Prenant l'avantage à Jakarta, elle gagne le 10 000 m et une médaille de bronze sur le 5 000 m. Elle devient alors la première médaillée d'or d'Indonésie aux championnats depuis ses débuts en 1973. 
Elle participe deux fois aux Jeux d'Asie du Sud-Est. Deux records de la compétition sont arrivés aux Jeux d'Asie du Sud-Est en 2001 où elle bat Pa Pa du Myanmar et réalise le deuxième doublé de sa carrière sur le 5 000 m/10 000 m. Elle est également médaillée d'argent sur le 1 500 m derrière la Vietnamienne Pham Dinh Khanh Doan. Elle défend son titre sur le 5 000 m aux Jeux de 2003, soit quatre victoires consécutives — une première pour une athlète de piste féminine aux Jeux SEA. Elle failli répéter son doublé sur la longue distance, mais est battue de justesse et finit à la deuxième place du 10 000 m par la coureuse vietnamienne Doan Nu Truc Van. 
Sa dernière sortie internationale majeure se déroule au niveau olympique. Elle est sélectionnée dans l'équipe olympique indonésienne aux Jeux olympiques d'Athènes en 2004. Elle termine dix-neuvième de son groupe de qualification avec un temps de 16 min 34 s 14. 
Après ces Jeux, elle se reconvertit dans le marathon. 

## Records personnels
| Épreuve  | Performance     | Lieu    | Date             | Notes |
| -------- | --------------- | ------- | ---------------- | ----- |
| 1 500 m  | 4 min 21 s 50   | Jakarta | 17 octobre 1997  |       |
| 3 000 m  | 9 min 30 s 17   | Manille | 8 juin 1998      | NR    |
| 5 000 m  | 15 min 54 s 45  | Bangkok | 18 décembre 1998 |       |
| 10 000 m | 32 min 52 s 45  | Bangkok | 14 décembre 1998 |       |
| Marathon | 3 h 05 min 11 s | Jakarta | 27 octobre 2013  |       |

## Palmarès
| Année | Compétition            | Lieu                | Place | Épreuve  | Temps           |
| ----- | ---------------------- | ------------------- | ----- | -------- | --------------- |
| 1997  | Jeux d'Asie du Sud-Est | Jakarta             | 1re   | 1 500 m  | 4 min 21 s 50   |
| 1997  | Jeux d'Asie du Sud-Est | Jakarta             | 1re   | 5 000 m  | 16 min 11 s 60  |
| 1997  | Jeux d'Asie du Sud-Est | Jakarta             | 1re   | 10 000 m | 34 min 02 s 26  |
| 1998  | Championnats d'Asie    | Fukuoka             | 6e    | 5 000 m  | 16 min 15 s 69  |
| 1998  | Championnats d'Asie    | Fukuoka             | 5e    | 10 000 m | 33 min 43 s 41  |
| 1998  | Jeux asiatiques        | Bangkok             | 1re   | 5 000 m  | 15 min 54 s 45  |
| 1998  | Jeux asiatiques        | Bangkok             | 5e    | 10 000 m | 32 min 52 s 45  |
| 1999  | Jeux d'Asie du Sud-Est | Bandar Seri Begawan | 1re   | 1 500 m  | 4 min 28 s 57   |
| 1999  | Jeux d'Asie du Sud-Est | Bandar Seri Begawan | 1re   | 5 000 m  | 17 min 12 s 98  |
| 2000  | Championnats d'Asie    | Jakarta             | 3e    | 5 000 m  | 16 min 06 s 85  |
| 2000  | Championnats d'Asie    | Jakarta             | 1re   | 10 000 m | 33 min 47 s 24  |
| 2001  | Jeux d'Asie du Sud-Est | Kuala Lumpur        | 2e    | 1 500 m  | 4 min 25 s 44   |
| 2001  | Jeux d'Asie du Sud-Est | Kuala Lumpur        | 1re   | 5 000 m  | 16 min 08 s 93  |
| 2001  | Jeux d'Asie du Sud-Est | Kuala Lumpur        | 1re   | 10 000 m | 33 min 50 s 06  |
| 2003  | Jeux d'Asie du Sud-Est | Hanoï               | 1re   | 5 000 m  | 16 min 09 s 39  |
| 2003  | Jeux d'Asie du Sud-Est | Hanoï               | 2e    | 10 000 m | 34 min 48 s 93  |
| 2004  | Jeux olympiques        | Athènes             | 19e   | 5 000 m  | 16 min 34 s 14  |
| 2014  | Marathon de Jakarta    | Jakarta             | 8e    | Marathon | 3 h 05 min 11 s |
| 2014  | Marathon de Bali       | Bali                | 4e    | Marathon | 3 h 21 min 14 s |